# مازاد
مازاد (به لاتین: Mazad village) یک منطقهٔ مسکونی در افغانستان است که در ولایت نیمروز واقع شده‌است. مازاد ۴٬۰۰۰ نفر جمعیت دارد و ۵۷۳ متر بالاتر از سطح دریا واقع شده‌است.